# Timoteo Riboli
(Timoteo Riboli)
Timoteo Riboli (Colorno, 24 gennaio 1808 – Torino, 15 aprile 1895) è stato un medico, patriota, scrittore poeta italiano.

## Biografia
Il conte Timoteo Riboli nasce a Colorno nell'allora Ducato di Parma. Si trasferì con la famiglia a Parma nel 1817, dove morirono per febbre petecchiale il fratello, la sorella ed il padre, restando con la madre e altri quattro fratelli in una situazione di estrema povertà. Inizialmente poté dedicarsi agli studi di medicina all'Università di Parma grazie all'aiuto di Maria Antonietta di Borbone, ma con la partenza di questa per Roma (si ritirò come religiosa Orsolina), ritornarono le difficoltà. Ebbe successivamente il sostegno del cappellano dell'Università, don Domenico Varanini, dedicandosi per nove anni a produrre preparati in cera per il Gabinetto Anatomico, laureandosi definitivamente nel 1832.
Dal 1848, visse per ben 47 anni a Torino, dove si trasferì come esule in seguito dei moti parmensi del 1848 e vi morirà il 15 aprile 1895.
Partecipa alla Seconda guerra d'indipendenza divenendo il medico personale di Giuseppe Garibaldi, nonché suo grande amico che seguirà fedelmente, curandolo in diverse circostanze tra cui la celebre ferita alla gamba. Garibaldi gli donerà in segno di riconoscenza la sua sciabola.
Durante la guerra franco-prussiana (1870-71) partecipa alla "Campagna dei Vosgi", inquadrato nel corpo sanitario dell'Armata dei volontari di Garibaldi, schierati al fianco dei francesi.
Massone, insignito del 33º grado, succedette al conte Aleksander Izenschmid de Milbitz come sovrano gran commendatore del Supremo Consiglio del Rito scozzese antico ed accettato di Torino e durante la sua presidenza si realizzò la fusione col Supremo Consiglio sedente a Roma.
È il fondatore della Società per la Protezione degli Animali, oggi denominata in Ente Nazionale Protezione Animali, che costituì con lo stesso Garibaldi.
Dal 1879 si ritirò a vita privata dedicandosi principalmente alle malattie mentali, nello specifico di frenologia.
I suoi numerosi scritti e carteggi sono conservati presso il Museo centrale del Risorgimento a Roma.

## Opere (parziale)
- All'ottima fra le madri, e fra le più care spose Adelaide Maestri, 1839
- Discorsi sulla frenologia di Timoteo Riboli, 1840
- Luigi Pacini, Timoteo Riboli, Osservazioni critiche sopra alcuni viaggiatori in Italia della giovine Francia, 1841
- Sulle carceri penitenziarie: lavori che precedettero in Italia la legge adottata dalle Camere di Francia sulla segregazione cellare continua confortata con opportuni compensi, Tipografia Rossetti, 1841
- Alcuni nuovi studj del Dottore Timoteo Riboli sull'economia animale in relazione coi temperamenti e coi morbi strettamente legati alla frenologia, 1845
- Nuovi studii antropologici del dottor Timoteo Riboli: ovvero Sorgenti organiche dei diritti e dei doveri, delle sensazioni e delle idee, dell'analisi e della sintesi, non che dei giudizi diversi delle diverse malattie ed alienazioni mentali, Tipografia sociale degli artisti A. Pons e C., 1852